# Episodi di Finalmente soli (quarta stagione)
La quarta stagione della serie televisiva Finalmente soli, composta da dieci episodi, è stata trasmessa per la prima volta in Italia dal 25 ottobre al 27 dicembre 2003 su Canale 5.
| nº | Titolo                      | Prima TV Italia  |
| -- | --------------------------- | ---------------- |
| 1  | Ritorni                     | 25 ottobre 2003  |
| 2  | Prova generale              | 1 novembre 2003  |
| 3  | Troppa agitazione           | 8 novembre 2003  |
| 4  | La macchina nuova           | 15 novembre 2003 |
| 5  | Topo 23                     | 22 novembre 2003 |
| 6  | Primo giorno di lavoro      | 29 novembre 2003 |
| 7  | L'importanza di essere Gigi | 6 dicembre 2003  |
| 8  | Il gallo                    | 13 dicembre 2003 |
| 9  | Il miglior amico dell'uomo  | 20 dicembre 2003 |
| 10 | Dimmi che sei felice        | 27 dicembre 2003 |

## Ritorni
- Diretto da: Francesco Vicario
- Scritto da: Barbara Cappi, Giorgio Vignali

### Trama
Alice, mentre Gigi è in America per una specializzazione, rinnova la casa. Trasforma lo studio dentistico nella stanza dei bambini e sposta lo studio in un appartamento liberatosi sullo stesso pianerottolo. Quindi assume un'efficientissima segretaria per Gigi. Altra novità: nonna Wanda si trasferisce nel condominio di Alice e Gigi. Quando quest'ultimo torna a casa rischia di rimanere travolto da questa valanga di cambiamenti. Intanto Spartaco, tornato a vivere a Milano, ha un problema: Elvira ha minacciato di non tornare a casa con lui se non smetterà di fumare entro breve tempo. Così chiede ai suoi amici di stargli vicino in questo momento difficile. Alice allora costringe Gigi a dormire sul terrazzo: quando Spartaco avrà voglia di fumare, lo persuaderanno insieme a lasciar perdere. La nottata è tormentata, ma finalmente Elvira torna, e Gigi e Alice possono finalmente andarsene nel loro letto. A questo punto però Alice rivela al marito di aver fatto un fioretto: ha chiesto una bambina bionda in cambio di un lungo periodo di astinenza.

## Prova generale
- Diretto da: Francesco Vicario
- Scritto da: Barbara Cappi, Giorgio Vignali

### Trama
Alice seguendo i consigli di Alda, la sua ostetrica, si prepara al parto in casa, ma vengono disturbate dal fidanzato di Alda, ginecologo che, gelosissimo, la tormenta continuamente. Intanto Gigi convince Spartaco a darsi al volontariato e si fa assistere nello studio dentistico. Alda rompe col ginecologo per divergenza d'opinioni; questi, inferocito, distrugge la macchina del paziente di Gigi convinto sia quella dell'ostetrica fedifraga. Nella confusione generale Alice inizia ad avere le doglie e, terrorizzata, decide che è meglio partorire in ospedale. 

## Troppa agitazione
- Diretto da: Francesco Vicario
- Scritto da: Edoardo Erba

### Trama
Gigi rientra dalla clinica con la piccola Nicoletta e, mentre Wanda e Spartaco si divertono a scoprire a chi somiglia la bambina, sopraggiunge Alice con un'altra neonata tra le braccia. È chiaro che Gigi ha portato via la neonata sbagliata. Rimediato all'errore, Gigi scopre che Alice ha anche organizzato una festa con gli amici dell'asilo di Riccardino perché il bambino non si ingelosisca della sorellina e leghi il suo arrivo ad un ricordo festoso. Oltre ai bambini invitati alla festa e ai relativi genitori, i nostri aspettano anche l'idraulico, che deve riparare il rubinetto della cucina. Costui viene scambiato per un genitore e quindi accolto festosamente, mentre uno dei genitori, scambiato per l'idraulico, viene redarguito perché non si decide ad aggiustare il rubinetto.

## La macchina nuova
- Diretto da: Francesco Vicario
- Scritto da: Edoardo Erba

### Trama
Gigi, tutto preso dalla neonata, pensa all'acquisto di una macchina nuova dal momento che la famiglia si è allargata. Alice ha smesso di allattare, la nonna porta a spasso i bimbi e lo studio è gestito dalla nuova infermiera. La depressione da mancanza di ruolo è alle porte: in preda alla crisi, Alice scompare e nessuno sa dove possa essere andata, nemmeno Spartaco che al momento è assorbito dal rifacimento dell'impianto elettrico. Di notte tutti pensano di soffrire di allucinazioni perché sentono Alice che grida aiuto da lontano fino a quando capiscono che la poveretta è chiusa in ascensore, rimasto bloccato a causa dei lavori di Spartaco. Gigi realizza quindi che Alice ha bisogno di un'occupazione per ritrovare se stessa. Alice vuole un lavoro che le faccia conoscere tante persone: ad esempio la taxista. Gigi è sconvolto.

## Topo 23
- Diretto da: Francesco Vicario
- Scritto da: Barbara Cappi, Giorgio Vignali

### Trama
Alice deve dare l'esame per diventare taxista, anche se Gigi è fermamente contrario. Quando però viene a sapere da un suo cliente che lavora in Comune che sarà impossibile per Alice ottenere la licenza, Gigi finge di essere favorevole. L'impossibile avviene: Alice supera l'esame a pieni voti. Poi però rinuncia a chiedere la licenza al Comune per favorire persone più bisognose, comprandola da un taxista che va in pensione, naturalmente ipotecando lo studio di Gigi a garanzia del mutuo.

## Primo giorno di lavoro
- Diretto da: Francesco Vicario
- Scritto da: Edoardo Erba

### Trama
Alice è agitatissima per la sua prima corsa col taxi e a Gigi viene la febbre. Nel frattempo Riccardino fa i capricci, Niki piange, la nonna pensa solo al lettino abbronzante e l'infermiera dello studio vuole sapere cosa deve fare con i pazienti in arrivo. Quando tutto è sistemato, Alice può finalmente rispondere alle prime chiamate del radiotaxi e di lì a poco porta a casa il suo primo cliente: un incallito esibizionista che gira nudo con l'impermeabile. Il suo intento è quello di aiutarlo. Gigi è sinceramente preoccupato ma, convinto da Alice, cerca di aiutare il poveruomo. L'esibizionista però, dopo essere stato rivestito da Alice con gli abiti di Gigi, si denuda nuovamente e se ne va. Alla successiva chiamata del radiotaxi, Gigi chiede informazioni sul cliente.

## L'importanza di essere Gigi
- Diretto da: Francesco Vicario
- Scritto da: Barbara Cappi, Giorgio Vignali

### Trama
Gigi ritrova un carissimo amico d'infanzia, benestante e fidanzato con una famosa top model americana, ma che di nascosto da Gigi fa una corte serrata e spiacevole ad Alice, mettendola molto a disagio perché non sa come dirlo al marito senza ferire i suoi sentimenti. Alla fine si scopre che è tutto un bluff e che l'amico ha solo cercato di vendicarsi per la sua eterna gelosia nei confronti di Gigi.

## Il gallo
- Diretto da: Francesco Vicario
- Scritto da: Edoardo Erba

### Trama
Alice fa pratica per liberare il suo istinto naturale affrontando di petto le situazioni che le stanno sullo stomaco. Spartaco intanto ha allestito un pollaio in terrazzo: il gallo sveglia tutti coi suoi "canti" e le galline svolazzano perfino nello studio dentistico modello di Gigi, costringendolo a giustificarsi coi pazienti. Gigi, imbufalito, minaccia Spartaco e quando una mattina il gallo viene trovato stecchito, i sospetti cadono subito su di lui; oltretutto Alice lo ha istigato a liberare l'istinto. Il vero colpevole però è Spartaco, che se ne è sbarazzato per prendere i soldi dell'assicurazione.

## Il miglior amico dell'uomo
- Diretto da: Francesco Vicario
- Scritto da: Barbara Cappi, Giorgio Vignali

### Trama
Gigi va in bianco con Alice per la prima volta e questo lo manda in crisi. In omaggio alla privacy, la portiera, Wanda, Spartaco e la segretaria Silvia, fanno a gara per risolvere il problema consigliando zabaioni, peperoncini, vitamine e metodi "alternativi". Per poter avere un po' di intimità con la moglie, Gigi chiede a Spartaco di portare nonna e figli al luna park, e marito e moglie si danno appuntamento al buio. Entrambi, a sorpresa, hanno pensato di travestirsi: Alice da vigile urbano e Gigi da pompiere, ma quando decidono di svelarsi accendendo la luce vengono travolti dai fuochi d'artificio. Tra un botto e l'altro Gigi ritrova la sua verve.

## Dimmi che sei felice
- Diretto da: Francesco Vicario
- Scritto da: Barbara Cappi, Giorgio Vignali

### Trama
Mentre Wanda è in tilt per aver perso il cagnolino, la vicepreside dell'asilo viene a controllare un presunto malessere di Riccardino, che fa solo disegni a metà. Gigi cerca di sdrammatizzare, ma Alice si colpevolizza. Perciò quando trova tra i suoi clienti un professore di psicologia infantile lo sequestra, scoprendo così che Riccardino è normalissimo, solo un po' pigro: ecco perché disegna a metà. Alla fine si trova anche il cagnolino di Wanda: salta fuori all'improvviso attirato dai biscottini che Gigi ha infilato nella tasca posteriore dei pantaloni.